# دمیترو یاچوک
دمیترو یاچوک (اوکراینی: Дмитро Вадимович Ярчук؛ زادهٔ ۲۳ مارس ۱۹۹۴) بازیکن فوتبال اهل اوکراین است.
از باشگاه‌هایی که در آن بازی کرده‌است می‌توان به باشگاه فوتبال تاوریا سیمفروپول اشاره کرد.